# Predestinați
Predestinați (Sortilegio; lit. „Vrajă”) este o telenovelă produsă de Carla Estrada, pentru Televisa. Este un "remake" al telenovelei „Tú o nadie", realizată în 1985 tot de Televisa, protagoniști fiind Andrés García și Lucia Mendéz. Zece ani mai târziu în 1995 a fost realizată o altă variantă cu numele de „Acapulco, cuerpo y alma", avându-l ca protagonist pe Saúl Lisazo. Numele adevărat al istoriei este cel de acum, adică „Sortilegio", producție protagonizată de William Levy și Jaqueline Bracamontes. Este difuzată pe canalul 2 al Televisa și se așteaptă a fi un mare succes, având în vedere că se lucrează foarte intens , cu multă atenție pentru ca scenele să iasă perfecte, împreună cu echipa Monicăi Miguel.

## Istorie
Acțiunea se petrece în Merida, când Victoria V. de Lombardo rămâne însărcinată cu Antonio Lombardo, cel mai bun prieten al soțului ei, Samuel Albeniz. În ciuda faptului că a rămas însărcinată cu alt bărbat, Victoria și Samuel vor contiuna relația lor. Mai târziu se vor naște cei doi gemeni Bruno Albeniz și Raquel Albeniz, copii ai lui Antonio. Soția lui Antonio, Adriana, va face nenumărate tratamente pentru a rămâne însărcinată, iar în 1981, 4 ani mai târziu de la nașterea celor doi gemeni, aceasta rămâne însărcinată, însă este atenționată de medic, cum că ar trebui să se îngrijească foarte bine, căci nu are o sarcină ușoară. La naștere aceasta moare. Samuel va afla mai târziu că suferă de o boală incurabilă, urmând apoi decesul acestuia. Antonio și Victoria vor decide să se împace iar apoi se vor căsători. Bruno și Alejandro (copilul lui Antonio cu fosta soție Adriana) nu se vor înțelege niciodată bine, între ei fiind mereu o ură care mai târziu îi va transforma în doi dușmani de moarte. Cei doi frați de tată ignoră faptul că sunt frați; Antonio, după împăcarea cu Victoria, știind că Raquel și Bruno îl iubeau foarte mult pe Samuel (așa-zisul tată) nu a îndrăznit să le spună adevărul, ba mai mult, i-a cerut Victoriei să aștepte până când vor crește, pentru a fi suficient de mari încât să înțeleagă, însă nu au îndrăznit niciodată să le spună adevărul. Cei trei frați au crescut împreună într-o minciună care a născut în ei o ură imensă, mai ales între Alejandro și Bruno. Antonio va muri în urma unui accident pentru care Victoria se va simți vinovată, lăsând toată averea pe numele lui Alejandro, decizie care alimentează și mai mult invidia, ura și răutatea lui Bruno pentru fratele său. Bruno va plănui răzbunarea sa într-o perfecțiune de invidiat ce mai târziu va fi trădată. Își va dori să-l elimine pe Alejandro căsătorindu-se cu o femeie nevinovată Maria - Jose Samaniego luând identitatea fratelui său, Alejandro Lombardo, îi va falsifica semnătura, și va plati doi oameni pentru a-l omorî sub forma unui accident, crezând că după moartea acestuia toată averea îi va rămâne văduvei, iar el va rămâne cu văduva și întreaga avere, fără ca Alejandro să-l mai deranjeze nici măcar cu o simplă prezență. Însă destinul nu era scris tocmai după planul lui Bruno, Alex nu va muri în acel accident, iar istoria va lua o întorsătură neașteptată. Singura veste bună pentru Bruno va fi că Alejandro are amnezie parțială, iar acestea justifică faptul că nu-și amintește să se fi căsătorit pe ascuns, că ar fi mințit fără motive atât familia sa cât și pe Maria-Jose. Caracterul puternic al lui Alejandro îl va face să meargă până în pânzele albe pentru a afla adevărul și misterul Mariei - Jose. Alex își va da seama că Maria - Jose este o fată cinstită, fapt ce-i provoacă iremediabilă îndrăgostirea. Între iubire și îndoială, Alex și Maria - Jose vor  peste toate obstacolele impuse de toți ceilalți. Victoria, în urma unei certe dintre Bruno și Alejandro, îi va mărturisi acestuia din urmă că Raquel și Bruno îi sunt frați vitregi. Vestea îl va răscoli pe dinăuntru pe Alex, acum că cel mai mare dușman al său îi este frate, știind că a trăit într-o minciună. Alex va accepta ca Bruno să locuiască în continuare în casa sa, doar de dragul mamei sale, pe care o va ierta pentru ce a făcut. Bruno va dori să devină el președintele firmei imobiliare Lombardo, considerând ca e dreptul său de întâi născut. Maria Jose este șantajată de Mario Aguirre, personajul fictiv inventat de Maura (prietena si fosta pretendentă a lui Alex) care se prezintă a fi amantul ei. Alex devine gelos și o alungă pe soția sa din casa lui. Maria Jose se întoarce în satul natal și descoperă că este însărcinată. Începe să muncească și încearcă să se obișnuiască cu gândul că va fi mamă singură. Magazinul în care lucra va fi jefuit și ea va fi grav rănită de atacatori. Alex va afla despre starea sa și singurul donator găsit pentru transfuzia de sânge necesară supraviețuirii Mariei - Jose va fi chiar Bruno. În schimbul ajutorului, acesta cere funcția de CEO al firmei și divorțul de Maria - Jose. După recuperarea soției sale, Alex divorțează de Maria - Jose și cedează soției toată averea sa pentru a nu o împărți cu Bruno. Alex va avea un accident cu elicopterul și toți îl vor credea mort, însă după câteva luni revine acasă. Fiul lor se va naște și îl vor numi Antonio, alintat Toni. Maria Jose va fi răpită, i se va administra un tratament pentru ștergerea memoriei și va fi folosită de către mama sa pentru a o înlocui pe Sandra (sora ei geamănă care a decedat) pentru a obține averea socrului său. Alex va afla că Maria Jose trăiește și va încerca să o recucerească.

## Distribuție
- William Levy - Alejandro Lombardo (Protagonist)
- Jacqueline Bracamontes - Maria José Samaniego de Lombardo (Protagonist)/Sandra(apare mai tarziu)
- David Zepeda - Brúno Albeniz (Antagonist)
- Daniela Romo - Victoria V. de Lombardo
- Chantal Andere - Raquél Albeniz
- Gabriel Soto - Fernándo Alanis
- Ana Brenda Contreras - Maura Dessens
- Wendy Gonzalez - Paula Samaniego
- Maria Victoria - Felipa
- Marcelo Córdoba - Roberto
- Guillermo Zarur - Ezequiel
- Daniela Lujan - Lissete Dessens
- Santiago Mirabent - Luan Lombardo
- Julián Gil - Ulises Villaseñor
- Alejandro Tomassi - Samuel Albeniz
- Felicia Mercado - Adriana de Lombardo
- Fernando Allende - Antonio Lombardo
- José Carlos Ruiz - Chucho
- Adalberto Parra - Erick

## Producție
- Istoria originală - María Zarattini
- Adaptare - Claudia Velazco
- Distribuția - Arturo Guizar
- Editura literară - Pilar Pedroza
- Editori - Victor Hugo Flores, Israel Flores
- Scenografie - Antonio García, Diego Lascurain, Ricardo Navarrete
- Melodie generic - „Sortilegio"
- Autor - Denisse de Kalaffe
- Interpret - Il Divo
- Coordonator de producție - Maricruz Castañon, Lili Moyers
- Producător Adjunct - Guillermo Gutierrez
- Director de scene - Monica Miguel
- Producător executiv - Carla Estrada